# 캠프 레드 클라우드
캠프 레드 클라우드(Camp Red Cloud)는 2018년 경기도 의정부시 가능동과 녹양동에 걸쳐있던 주한 미국 육군의 군영으로, 시설관리사령부 태평양 지역대에서 관리하였다.

## 개요
본디 이름이 캠프 잭슨이었던 이 군영은 평안북도 창성군 근처에서 전사한 명예 훈장 수여자인 미첼 레드 클라우드 Jr. 상병의 이름을 따서 1957년 5월 18일에 캠프 레드 클라우드로 개명되었다.
이 군영의 정문은 가능동, 후문은 녹양동에 있으며 부대가 두군데로 나누어져 있다. 법원앞쪽 진영은 창고 및 폐기물 처리장으로 사용하다가 현재는 폐쇄되었다. 1970년대 초까지는 미국 제1군단이 주둔해서 당시에는 동네 주민이나 택시운전사들은 그냥 "군단" 이라 하면은 모두가 캠프 레드 클라우드인 것을 알아들었으나, 지금은 그냥 가능동 미군부대라 한다.

## 역사
2016년 12월, 모든 주한 미군이 캠프 험프리스로 옮겨간 후에 경기도의 군영과 서울특별시의 군영은 각 시청에 반환된다. 캠프 레드 클라우드의 20만평(약 836,000km2) 부지에 일부 군사 시설을 남겨두고 민간의 관광 숙박 및 편의시설을 지어 관광단지로 조성할 계획이 세워져 있다.
2018년 6월 21일, USAG 레드 클라우드(USAG-RC) 사령부가 해산하였다. 경기도 안에서 USAG 케이지 사령부가 있는 캠프 케이시를 제외한 남은 주한 미군의 부지를 반환하는 작업이 본격적으로 시작하였다. 마지막 사령관은 브랜든 D. 뉴톤(Brandon D. Newton) 대령이었다.
10월 18일 본부건물인 프리맨(Freeman Hall) 앞에서 예포를 쏘아 폐쇄식을 마무리하고 제2보병사단 본부는 캠프 험프리스를 향하여 캠프 레드클라우드를 떠났다. 남은 시설의 정리를 위해 일부 병력이 남았으며, 12월 15일부터 골프장, 식당, 헬스장, 공동활동센터(CAC)를 폐쇄하였다.

## 주둔했던 부대
- 미국 제1군단; 195?년 ~ 1972년
- 제2보병사단; 1991년 ~ 2018년 10월 18일
- 한미연합사단; 2015년 ~ 2018년 10월 18일

## 같이 보기
- 주한 미군의 시설 목록
- 예하 군영
  - 캠프 잭슨
  - 캠프 스탠리
- 주변 군영
  - 캠프 라과디아
  - 캠프 에세이욘
  - 캠프 카일
  - 캠프 시어스
  - 캠프 인디언

## 인용
1. ↑  “Cpl. Mitchell Red Cloud Jr.” (영어). 미국 육군 공보부. 2015년 12월 6일에 확인함.
2. ↑  김예나 (2012년 2월 17일). “의정부 캠프클라우드 대규모 관광단지로 만든다”. 경기신문. 2012년 9월 22일에 확인함.
3. ↑  임병식 (2018년 6월 21일). “미군 1지역 시설사령부 해단식…경기북부 미군기지 이전 가속화”. 연합뉴스. 2018년 6월 28일에 확인함.
4. ↑  Staff Sgt. Micah VanDyke; 박승호 일병 (2018년 10월 18일). “Freeman Hall closure ceremony marks final 2ID milestone at CRC” (PDF). 2nd Infantry Division Public Affair Office. 2019년 8월 26일에 원본 문서 (PDF 언어=en)에서 보존된 문서. 2019년 5월 10일에 확인함.
5. ↑  황희진 (2018년 10월 19일). “(현장사진) 16일 의정부 미군 2사단 캠프 레드클라우드 프리맨 홀 폐쇄식”. 매일신문. 2019년 5월 10일에 확인함.
6. ↑  “의정부 ‘캠프 레드클라우드’ 내 미군 골프장 등 복지시설  영구폐쇄... 기지반환 동력얻나”. 파이낸셜뉴스. 2018년 12월 18일. 2019년 5월 10일에 확인함.

- “Camp Red Cloud/US Army Garrison Red Cloud” (영어). globalsecurity.org. 2015년 12월 6일에 확인함.